# Maria Malm
Maria Malm, född Nyman 16 november 1726 i Jakobstad, död där 5 april 1803, var en finländsk affärsinnehavare. 
Nyman var dotter till en av Jakobstads ledande köpmän och gifte sig 1757 med Nykarlebyköpmannen Niclas Malm, som så småningom tog över hennes fars affärer. Paret fick sammanlagt elva barn, av vilka fyra dog i späd ålder. När maken avled 1785 fortsatte Malm affärsverksamheten fram till 1799, då hon drog sig tillbaka och lät sina barn, bland andra Pehr Malm, ta över handelshuset.